# بطولة ووهان المفتوحة
بطولة ووهان المفتوحة (بالإنجليزية: Wuhan Open)‏ هي بطولة كرة مضرب للسيدات تُقام في مدينة ووهان في الصين. وهي مُصنفة من ضِمن بطولات رابطة محترفات التنس الممتازة، وقد تأسست سنة 2014.

## نتائج البطولة

### الفردي
| السنة | البطل         | الوصيف       | النتيجة  |
| ----- | ------------- | ------------ | -------- |
| 2014  | بيترا كفيتوفا | أوجيني بوشار | 6–3, 6–4 |

### الزوجي
| السنة | البطولة                      | الوصيف                   | النتيجة           |
| ----- | ---------------------------- | ------------------------ | ----------------- |
| 2014  | مارتينا هينجيز فلافيا بينيتا | كارا بلاك كارولين غارسيا | 6–4, 5–7, [12–10] |

## روابط خارجية
- بطولة ووهان المفتوحة على موقع رابطة محترفات التنس (الإنجليزية)